# Hapoel Rishon LeZion
Hapoel Rishon LeZion (Hebreeuws: הפועל ראשון לציון) is een Israëlische voetbalclub uit de stad Rishon LeZion.
De club speelde in de allereerste twee seizoenen van de Israëlische competitie en werd daar twee keer elfde, telkens net een plaatsje boven Maccabi Rishon LeZion. Rond 1980 speelde de club ook nog enkele seizoenen in de hoogste klasse. Tussen 1991 en 2008 heette de club Hapoel Ironi Rishon LeZion.

## Erelijst
- Beker van Israël

Finalist: 1946, 1996

## Eindklasseringen vanaf 2000
| Seizoen | Competitie   | Niveau | Eindstand | Beker        | Opmerking                          |
| ------- | ------------ | ------ | --------- | ------------ | ---------------------------------- |
| 1999/00 | Ligat Ha'Al  | I      | 9         | 8e ronde     |                                    |
| 2000/01 | Ligat Ha'Al  | I      | 9         | kwartfinale  |                                    |
| 2001/02 | Ligat Ha'Al  | I      | 9         |              |                                    |
| 2002/03 | Ligat Ha'Al  | I      | 12        | 8e ronde     |                                    |
| 2003/04 | Liga Leumit  | II     | 10        | 8e finale    |                                    |
| 2004/05 | Liga Leumit  | II     | 6         | 9e ronde     |                                    |
| 2005/06 | Liga Leumit  | II     | 11        | 9e ronde     |                                    |
| 2006/07 | Liga Hartzit | III    | 2         |              |                                    |
| 2007/08 | Liga Leumit  | II     | 11        | 8e finale    |                                    |
| 2008/09 | Liga Hartzit | III    | 4         | 8e ronde     |                                    |
| 2009/10 | Liga Leumit  | II     | 8         | 7e ronde     |                                    |
| 2010/11 | Liga Leumit  | II     | 2         | 8e finale    |                                    |
| 2011/12 | Ligat Ha'Al  | I      | 15        | 8e ronde     |                                    |
| 2012/13 | Liga Leumit  | II     | 6         | halve finale |                                    |
| 2013/14 | Liga Leumit  | II     | 11        | kwartfinale  |                                    |
| 2014/15 | Liga Leumit  | II     | 10        | 8e ronde     |                                    |
| 2015/16 | Liga Leumit  | II     | 12        | 8e finale    |                                    |
| 2016/17 | Liga Leumit  | II     | 10        | 8e finale    |                                    |
| 2017/18 | Liga Leumit  | II     | 3         | 8e ronde     |                                    |
| 2018/19 | Liga Leumit  | II     | 12        | 7e ronde     | Liga-topscorer: Gill Itzhak (20)   |
| 2019/20 | Liga Leumit  | II     | 5         | 8e ronde     | Liga-topscorer: Gill Itzhak (17)   |
| 2020/21 | Liga Leumit  | II     | 4         | 8e ronde     |                                    |
| 2021/22 | Liga Leumit  | II     | 14        | 8e ronde     | playout > Hapoel Kfar Shalem: 3-1  |
| 2022/23 | Liga Leumit  | II     | 12        | 8e ronde     | Liga-topscorer: Mohamed Bamba (20) |
| 2023/24 | Liga Leumit  | II     | 13        | 8e finale    |                                    |
| 2024/25 | Liga Leumit  | II     | 8         | 7e ronde     |                                    |
| 2025/26 | Liga Leumit  | II     | ..        |              |                                    |

## Hapoel Rishon LeZion in Europa
Uitslagen vanuit gezichtspunt Hapoel Rishon LeZion
| Seizoen | Competitie   | Ronde | Land              | Club                   | Totaalscore | 1e W    | 2e W    | PUC |
| ------- | ------------ | ----- | ----------------- | ---------------------- | ----------- | ------- | ------- | --- |
| 1996/97 | Europacup II | Q     | Vlag van Moldavië | Constructorul Chisinau | 3-3 u       | 0-1 (U) | 3-2 (T) | 2.0 |

Totaal aantal punten voor UEFA coëfficiënten: 2.0
Zie ook
- Deelnemers UEFA-toernooien Israël
- Ranglijst van alle clubs die in de diverse Europa Cups zijn uitgekomen

Bnei Jehoeda Tel Aviv ·
Hapoel Akko ·
Hapoel Hadera ·
Hapoel Kefar Saba · 
Hapoel Kefar Shalem ·
Hapoel Nof HaGalil ·
Hapoel Ra'anana ·
Hapoel Ramat Gan ·
Hapoel Ironi Nir Ramat HaSharon ·
Hapoel Rishon LeZion ·
Ironi Modi'in ·
Kafr Quasim ·
Kiryat Yam ·
Maccabi Herzliya ·
Maccabi Kabileo Jaffa ·
Maccabi Petach Tikwa ·